# Шабельное
Шабельное (укр. Шабельне), село, 
Нестернянский сельский совет,
Волчанский район,
Харьковская область.
Код КОАТУУ — 6321684609. Население по переписи 2019 года составляет 1 (1/0 м/ж) человека.

## Географическое положение
Село Шабельное находится на границе с Россией, на расстоянии в 1 км расположено село Песчаное, по селу протекает пересыхающий ручей который через 5 км впадает в реку Волчья.

## История
- 1699 - дата основания.